# Hermann Foertsch
Hermann Foertsch (Drahnow, 4 aprile 1895 – Monaco di Baviera, 27 dicembre 1961) è stato un generale tedesco della Fanteria della Wehrmacht, durante la seconda guerra mondiale, assumendo comandi a livello divisionale, di Corpo d'Armata e dell'Esercito.
Nel 1940 venne pubblicato in Italia un suo scritto, dal titolo L'arte della guerra di oggi e di domani (il titolo originale dell'opera era Kriegskunst heute und morgen Zeitgeschiste), edito da Zanichelli.
È stato decorato della Croce di Cavaliere della Croce di Ferro, come riconoscimento dell'estremo coraggio in battaglia e di una leadership militare di successo. Si arrese alle forze americane, alla fine della guerra, al comando del generale Jacob Devers. Fu poi processato nel 1947, ma venne assolto.